# Баканідзе Георгій Костянтинович
Георгій Костянтинович Баканідзе (рос. Георгий Константинович Баканидзе; нар. 19 жовтня 1920, Тбілісі — пом. 24 травня 1992, Тбілісі) — радянський футбольний арбітр. Суддя всесоюзної категорії (1963), представляв Тбілісі. Тричі входив до списку найкращих футбольних суддів Радянського Союзу: 1971, 1972 і 1977. Заслужений тренер Грузинської РСР (1977).
Почав грати у футбол у команді «Трудові резерви», потім виступав за «Більшовик» і СКІФ (усі — Тбілісі). Працював тренером у 35-й футбольній школі, ФШМ Тбілісі, завідував кафедрою Грузинського інституту фізкультури. Був начальником управління футболу Спотркомітету Грузії, начальником команди «Гурія» (Ланчхуті).
Судив ігри з 1955 року. Усесоюзну категорію отримав 1963 року. За сезони 1960–1977 провів 155 поєдинків у вищій лізі.
Нагороджений пам'ятною золотою медаллю за суддівство понад 100 матчів у вищій лізі.